# Kevin Bacon
Kevin Norwood Bacon (n. 8 iulie 1958) este un actor, actor de film, muzician, actor de voce din Statele Unite ale Americii.

## Filmografie

### Film
| An   | Titlu                               | Rol                            | Note        |
| ---- | ----------------------------------- | ------------------------------ | ----------- |
| 1978 | National Lampoon's Animal House     | Chip Diller                    |             |
| 1979 | Starting Over                       | Husband - Young Couple         |             |
| 1980 | Hero at Large                       | 2nd Teenager                   |             |
| 1980 | Friday the 13th                     | Jack Burrell                   |             |
| 1981 | Only When I Laugh                   | Don                            |             |
| 1982 | Diner                               | Timothy Fenwick Jr.            |             |
| 1982 | Forty Deuce                         | Ricky                          |             |
| 1983 | Enormous Changes at the Last Minute | Dennis                         |             |
| 1984 | Footloose                           | Ren McCormack                  |             |
| 1985 | The Little Sister                   | Probation Officer              | Nemenționat |
| 1986 | Quicksilver                         | Jack Casey                     |             |
| 1987 | White Water Summer                  | Vic                            |             |
| 1987 | End of the Line                     | Everett                        |             |
| 1987 | Planes, Trains and Automobiles      | Taxi Racer                     |             |
| 1988 | She's Having a Baby                 | Jefferson "Jake" Edward Briggs |             |
| 1989 | Criminal Law                        | Martin Thiel                   |             |
| 1989 | The Big Picture                     | Nick Chapman                   |             |
| 1990 | Tremors                             | Valentine "Val" McKee          |             |
| 1990 | Flatliners                          | David Labraccio                |             |
| 1991 | Pyrates                             | Ari                            |             |
| 1991 | Queens Logic                        | Dennis                         |             |
| 1991 | He Said, She Said                   | Dan Hanson                     |             |
| 1991 | JFK                                 | Willie O'Keefe                 |             |
| 1991 | A Little Vicious                    | Narrator                       | Short       |
| 1992 | A Few Good Men                      | Capt. Jack Ross                |             |
| 1994 | The Air Up There                    | Jimmy Dolan                    |             |
| 1994 | The River Wild                      | Wade                           |             |
| 1994 | New York Skyride                    | Narator                        | Scurtmetraj |
| 1995 | Murder in the First                 | Henri Young                    |             |
| 1995 | Apollo 13                           | Jack Swigert                   |             |
| 1995 | Balto                               | Balto                          | Voce        |
| 1996 | Sleepers                            | Sean Nokes                     |             |
| 1997 | Picture Perfect                     | Sam Mayfair                    |             |
| 1997 | Destination Anywhere                | Mike                           |             |
| 1997 | Telling Lies in America             | Billy Magic                    |             |
| 1998 | Digging to China                    | Ricky Schroth                  |             |
| 1998 | Wild Things                         | Sgt. Ray Duquette              |             |
| 1999 | Stir of Echoes                      | Tom Witzky                     |             |
| 2000 | My Dog Skip                         | Jack Morris                    |             |
| 2000 | We Married Margo                    | Rolul său                      |             |
| 2000 | Hollow Man                          | Sebastian Caine                |             |
| 2001 | Novocaine                           | Lance Phelps                   | Nem.        |
| 2002 | Trapped                             | Joe Hickey                     |             |
| 2003 | Mystic River                        | Sean Devine                    |             |
| 2003 | In the Cut                          | John Graham                    | Nem.        |
| 2003 | Imagine New York                    | Rolul său                      | Scurt       |
| 2004 | The Woodsman                        | Walter                         |             |
| 2004 | Cavedweller                         | Randall Pritchard              |             |
| 2004 | Natural Disasters: Forces of Nature | Narator                        | Scurt       |
| 2005 | Loverboy                            | Marty                          | Și regizor  |
| 2005 | Beauty Shop                         | Jorge                          |             |
| 2005 | Where the Truth Lies                | Lanny Morris                   |             |
| 2007 | Death Sentence                      | Nick Hume                      |             |
| 2007 | Rails & Ties                        | Tom Stark                      |             |
| 2007 | Saving Angelo                       | Brent                          | Scurt       |
| 2008 | The Air I Breathe                   | Love                           |             |
| 2008 | Frost/Nixon                         | Jack Brennan                   |             |
| 2009 | The Magic 7                         | Rolul său                      |             |
| 2009 | My One and Only                     | Dan                            |             |
| 2010 | Super                               | Jacques                        |             |
| 2011 | Elephant White                      | Jimmy the Brit                 |             |
| 2011 | X-Men: First Class                  | Sebastian Shaw                 |             |
| 2011 | Crazy, Stupid, Love.                | David Lindhagen                |             |
| 2012 | Jayne Mansfield's Car               | Carroll Caldwell               |             |
| 2013 | R.I.P.D.                            | Bobby Hayes                    |             |
| 2013 | Skum Rocks!                         | Rolul său                      |             |
| 2015 | Cop Car                             | Sheriff Kretzer                |             |
| 2015 | Black Mass                          | Charles McGuire                |             |
| 2016 | The Darkness                        | Peter Taylor                   |             |
| 2016 | Patriots Day                        | Richard DesLauriers            |             |

### Televiziune
| An        | Titlu                  | Rol                             | Note                                                                   |
| --------- | ---------------------- | ------------------------------- | ---------------------------------------------------------------------- |
| 1979      | Search for Tomorrow    | Todd Adamson                    |                                                                        |
| 1979      | The Gift               | Teddy                           | Film TV                                                                |
| 1980–1981 | Guiding Light          | T. J. 'Tim' Werner # 2          | 7 episoade                                                             |
| 1983      | The Demon Murder Case  | Kenny Miller                    | Film TV                                                                |
| 1984      | Mister Roberts         | Ens. Frank Pulver               | Film TV                                                                |
| 1986      | American Playhouse     | Probation Officer               | Episodul: "The Little Sister"                                          |
| 1988      | Lemon Sky              | Alan                            | 2 episoade                                                             |
| 1991      | Saturday Night Live    | Gazdă                           | Episodul: "Kevin Bacon/INXS"                                           |
| 1994      | Frasier                | Vic (voce)                      | Episodul: "Adventures in Paradise: Part 2"                             |
| 2000      | God, the Devil and Bob | Rolul său (voce)                | Episodul: "Bob Gets Involved"                                          |
| 2002–2006 | Will & Grace           | Rolul său                       | 2 episoade                                                             |
| 2008      | The Colbert Report     | Rolul său                       | Episodul: "The Writers Return!"                                        |
| 2009      | Taking Chance          | Lt. Col. Michael Strobl         | Film TV                                                                |
| 2010      | Bored to Death         | Rolul său                       | Episodul: "Forty-Two Down!"                                            |
| 2011      | Robot Chicken          | Pringle / Ren McCormack (voice) | Episodul: "Beastmaster and Commander"                                  |
| 2013–2015 | The Following          | Ryan Hardy                      | 45 de episoade                                                         |
| 2016      | Comedy Bang! Bang!     | Rolul său                       | Episodul: "Kevin Bacon Wears a Blue Button Down Shirt and Brown Boots" |

### Regizor
| An        | Titlu        | Note       |
| --------- | ------------ | ---------- |
| 1996      | Losing Chase |            |
| 2005      | Loverboy     |            |
| 2006–2009 | The Closer   | 4 episoade |

## Legături externe
- Kevin Bacon la Internet Movie Database
- en Kevin Bacon la Internet Broadway Database
- en Kevin Bacon la Internet Off-Broadway Database
- Kevin Bacon la Allmovie
- Lucrări de sau despre Kevin Bacon în biblioteci (catalog WorldCat)
- Oracle of Bacon